# Asturianos (Burgos)
Asturianos es un despoblado próximo a Renuncio, provincia de Burgos.

## Historia
Asturianos figuraba en Becerro de las Behetrías (1352) en la Merindad de Can Muño. Decía de él: "Este lugar es abadengo de la abadesa e del monasterio de Fuent Caliente".